# Gjallica
Gjallica (také Mali i Gjalicës nebo Gjallica e Lumës) je hora v pohoří Korab na severovýchodě Albánie. S nadmořskou výškou 2485 m (uvádí se také 2489 m) je nejvyšším vrcholem okresu Kukës. Díky strmým svahům je výraznou krajinnou dominantou s dalekými výhledy. Převýšení nad údolím řeky Drin s přehradou Fierza přesahuje dva tisíce metrů. Sousedí s horou Koritnik, od níž ji odděluje soutěska Gryka e Vanajva.
Hora je tvořena vápencem z období triasu. Svahy jsou zalesněny buky a borovicemi, nacházejí se zde také pastviny. V oblasti žije vlk obecný a rys ostrovid. Vrchol hory býval pokryt sněhem od září do června, v důsledku klimatických změn však sníh taje dříve.